# Mark Kerry
Mark Anthony Kerry (Temora, 4 augustus 1959) is een Australisch zwemmer.

## Biografie
Kerry nam driemaal deel aan de Olympische spelen en won tijdens deze deelnames drie medailles.
Tijdens de Olympische Zomerspelen van 1980 won Kerry de gouden medaille op de de 4x100m wisselslag en de bronzen medaille op de 100m rugslag.
Dit is tot en met 2021 de enige keer geweest dat de Amerikanen niet de 4x100m wisselslag wonnen. De Amerikanen waren afwezig vanwege een boycot.
Tijdens de Olympische Zomerspelen van 1984 won hij de bronzen medaille op de 4x100m wisselslag.

## Internationale toernooien
| Jaar | Olympische Spelen                                                        |
| ---- | ------------------------------------------------------------------------ |
| 1976 | 16e 200m vrije slag 7e 100m rugslag 5e 200m rugslag 6e 4x100m wisselslag |
| 1980 | 9e 100m rugslag · 200m rugslag · 4x200m vrije slag · 4x100m wisselslag   |
| 1984 | 5e 100m rugslag · 4x100m wisselslag                                      |

1960: McKinney, Hait, Larson, Farrell ·
1964: Mann, Craig, Schmidt, Clark ·
1968: Hickcox, McKenzie, Russell, Walsh ·
1972: Stamm, Bruce, Spitz, Heidenreich ·
1976: Naber, Hencken, Vogel, Montgomery ·
1980: Kerry, Evans, Tonelli, Brooks ·
1984: Carey, Lundquist, Morales, Gaines ·
1988: Berkoff, Schroeder, Biondi, Jacobs ·
1992: Rouse, Diebel, Morales, Olsen ·
1996: Rouse, Linn, Henderson, Hall ·
2000: Krayzelburg, Moses, Crocker, Hall ·
2004: Peirsol, Hansen, Crocker, Lezak ·
2008: Peirsol, Hansen, Phelps, Lezak ·
2012: Grevers, Hansen, Phelps, Adrian ·
2016: Murphy, Miller, Phelps, Adrian  ·
2020: Murphy, Andrew, Dressel, Apple  ·
2024: Xu, Qin, Sun, Pan